# Maile Flanagan
Maile Flanagan (Honolulu, 19 de mayo de 1965) es una actriz estadounidense, reconocida por aportar la voz de Naruto Uzumaki en la versión en inglés de Naruto y de Terry Perry en Lab Rats. Ha realizado papeles recurrentes en otras series como Shameless, Bad Teacher, The Class y Grey's Anatomy.

## Filmografía

### Televisión
| Año       | Título                   | Papel              | Notas        | Ref.  |
| --------- | ------------------------ | ------------------ | ------------ | ----- |
| 1998      | MADtv                    | Chaz Bono          |              |       |
| 2001      | Gideon's Crossing        | Daley              | 2 episodios  |       |
| 2001      | Citizen Baines           | Carmen             | 1 episodio   |       |
| 2001      | 61                       | Ama de casa        | Telefilme    |       |
| 2005      | Hot Properties           |                    | 1 episodio   |       |
| 2006      | Lovespring International | Ruth Hardwood      | 1 episodio   |       |
| 2006      | Desperate Housewives     | Cashier            | 1 episodio   |       |
| 2006      | ER                       | Elaine Martinelli  | 1 episodio   |       |
| 2006      | Big Day                  | Linda              | 1 episodio   |       |
| 2005-2007 | Grey's Anatomy           |                    | 4 episodios  |       |
| 2006–2007 | The Class                | Penny              | 2 episodios  |       |
| 2007      | The Office               | Hermana de Phyllis | 1 episodio   |       |
| 2008      | Reno 911!                | Madam Carla        | 2 episodios  |       |
| 2008      | Rules of Engagement      |                    | 1 episodio   |       |
| 2009      | In the Motherhood        | Linda              | 1 episodio   |       |
| 2010      | Svetlana                 |                    | 1 episodio   |       |
| 2011      | Weeds                    | Mujer en el sauna  | 1 episodio   |       |
| 2012-2016 | Lab Rats                 | Terry Perry        | 44 episodios |       |
| 2013      | Last Man Standing        | Dra. Kathy Pullman | 1 episodio   |       |
| 2013-2014 | Shameless                | Connie             | 6 episodios  |       |
| 2014      | Bad Teacher              | Linda              | 2 episodios  |       |
| 2015      | Mike & Molly             | Darlene            | 1 episodio   |       |
| 2015      | Modern Family            |                    | 1 episodio   |       |
| 2016      | Lab Rats: Elite Force    | Terry Perry        | 4 episodios  | [ 4 ] |

### Cine
| Año  | Título                         | Papel          | Notas | Ref. |
| ---- | ------------------------------ | -------------- | ----- | ---- |
| 1998 | Overnight Delivery             |                |       |      |
| 2002 | Phone Booth                    | Lana           |       |      |
| 2002 | Now You Know                   | Shelly         |       |      |
| 2003 | The Station Agent              | Mesera         |       |      |
| 2007 | The Number 23                  |                |       |      |
| 2007 | Evan Almighty                  |                |       |      |
| 2008 | Yes Man                        | Janet          |       |      |
| 2008 | (500) Days of Summer           | Rhoda          |       |      |
| 2011 | Transformers: Dark of the Moon |                |       |      |
| 2012 | Wrong                          | Farmaceuta     |       |      |
| 2013 | Teacher of the Year            | Hannah Manning |       |      |

### Voz
| Año           | Título                                  | Papel          | Notas            | Ref.  |
| ------------- | --------------------------------------- | -------------- | ---------------- | ----- |
| 1998          | Men in Black: The Series                | Bully          | 1 episodio       |       |
| 1999          | Oh Yeah! Cartoons                       |                | 1 episodio       |       |
| 2000          | Jackie Chan Adventures                  | Maynard        | 1 episodio       |       |
| 2003          | Astro Boy                               | Matthew        | 1 episodio       |       |
| 2003-2006     | Jakers! The Adventures of Piggley Winks | Piggley Winks  | 36 episodios     |       |
| 2005-2009     | Naruto                                  | Naruto Uzumaki | Papel recurrente | [ 5 ] |
| 2007-2009     | Back at the Barnyard                    | Macy           | 3 episodios      |       |
| 2009-2019     | Naruto: Shippuden                       | Naruto Uzumaki | Papel recurrente |       |
| 2015-2017     | Pig Goat Banana Cricket                 | JR Barton      | 14 episodios     |       |
| 2017          | Bunsen Is a Beast!                      | Mikey Munroe   | Piloto           |       |
| 2018-presente | Boruto: Naruto Next Generations         | Naruto Uzumaki | Papel recurrente |       |